# Ona się doigra
Ona się doigra (ang. She's Gotta Have It) – amerykański komediodramat z 1986 roku w reżyserii Spike’a Lee. Wyprodukowany przez Island Pictures.
Światowa premiera filmu miała miejsce 8 sierpnia 1986 roku.
Film został nakręcony w całości w Nowym Jorku, w dzielnicy Brooklyn.

## Obsada
- Tracy Camilla Johns – Nola Darling
- Tommy Redmond Hicks – Jamie Overstreet
- John Canada Terrell – Greer Childs
- Spike Lee – Mars Blackmon
- Raye Dowell – Opal Gilstrap
- Joie Lee – Clorinda Bradford
- S. Epatha Merkerson – doktor Jamison
- Bill Lee – Sonny Darling
- Erik Dellums – Pies 3
- Reginald Hudlin – Pies 4
- Ernest Dickerson – Pies 8
- Fab Five Freddy – Pies 10
- Scott Sillers – Pies 11
- Geoffrey L. Garfield – Pies 12